# 庄静固伦公主
庄静固伦公主（1784年10月20日—1811年6月27日），嘉庆帝第四女，生母為孝淑睿皇后喜塔腊氏。

## 生平
乾隆四十九年（1784年）九月初七日出生。父亲顒琰尚为皇子，生母喜塔腊氏是他的嫡福晋。嘉庆元年正月初一日，四公主跟隨莊敬和碩公主到后殿孝淑睿皇后前行礼。
嘉庆七年（1802年），仁宗皇四女受封为庄静固伦公主。嘉庆七年十月，已故孝淑皇后所生的庄静固伦公主行初定礼，嘉庆帝御保和殿举行筵宴。当时的中宫皇后钮祜禄氏奉嘉庆帝旨意，在储秀宫筵宴，款待额驸族中的諸位女眷。同年十一月，公主下嫁蒙古博尔济吉特氏玛尼巴达喇，嘉庆帝御保和殿赐宴。而且，赐第在京师德胜门内东蒋家房，与成哲亲王第均赐用玉泉山水引入邸中。
嘉慶七年十月二十七日孝和睿皇后到四公主府聽戲，到了十一月初二日，在儲秀宮內觀看《仙姬嬪從》，因四公主府在新街口东街路北，嘉慶帝賞總管榮德並內二學首領於得麟、邵國泰食大糧喜慶，張明德等行馬匹。嘉庆十年十一月二十四日，嘉庆帝曾莅临庄静固伦公主府。
嘉慶十三年四月左右，莊靜固倫公主曾回京，未知停留多久。嘉庆十六年（1811年）五月初七日逝世，享年二十八歲。她与庄敬和硕公主同葬于王佐村（今北京公主坟）园寝。嘉庆二十五年八月初十日，著派固倫額駙吗呢巴达拉回京恭请皇太后懿安。
道光帝曾作《赐奠吾姊庄敬和硕公主、吾妹庄静固伦公主园寝诗以志哀》一詩，回忆与她們在少年时代童稚相亲的往事，共同承欢父母膝下。